# Station Mexikoplatz
Mexikoplatz is een station van de S-Bahn van Berlijn in het zuidwestelijke Berlijnse stadsdeel Zehlendorf. Het aan de Wannseebahn gelegen station opende in 1904 en droeg aanvankelijk de naam Zehlendorf-Beerenstraße. Het stationsgebouw in jugendstil behoort tot de markantste van de Berlijnse S-Bahn en staat onder monumentenbescherming. Het gelijknamige plein voor het station vormt de kruising van de Argentinische Allee, de Lindenthaler Allee, de Beerenstraße en de straat Am Schlachtensee. De omgeving van station Mexikoplatz wordt gekenmerkt door een ruime opzet met veel groen en vrijstaande villa's

## Geschiedenis
In 1891 kwam de eerste van voor voorstadstreinen gereserveerde spoorweg van Duitsland, de Wannseebahn, in gebruik. De lijn verbond het centrum van Berlijn met de welgestelde wijken in het zuidwesten van de stad. Er reden onder meer rechtstreekse treinen tussen het Potsdamer Bahnhof en Zehlendorf, die de bijnaam Bankierszüge (bankierstreinen) droegen. Op 1 november 1904 voegde men tussen de reeds bestaande stations Schlachtensee en Zehlendorf het nieuwe station Zehlendorf-Beerenstraße toe. Ten noorden van de sporen verrees een stationshal naar een ontwerp van de architect Gustav Hart. Opvallend zijn met name het plastisch gevormde, met rode pannen bedekte dak met koepel en de elegante gietijzeren spoorbrug over de Lindenthaler Allee, direct ten westen van het station.

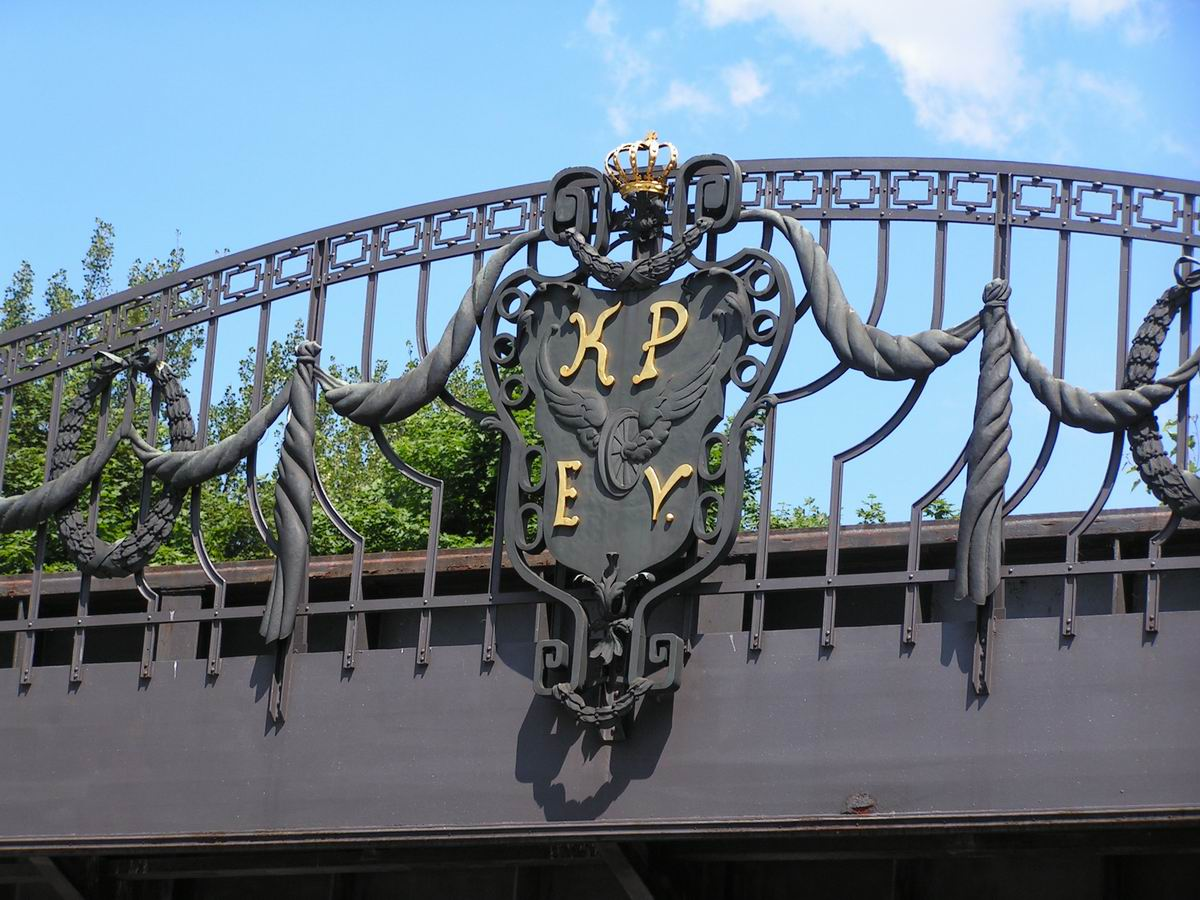
Detail van de spoorbrug: het logo van de Königlich-Preußische Eisenbahn-Verwaltung

Zeven jaar na de opening van het station, in 1911, werd het hernoemd tot Zehlendorf-West.
In de jaren twintig van de twintigste eeuw begon de elektrificatie van diverse stads- en voorstadslijnen in en om Berlijn, die in 1930 tot de vorming van het S-Bahnnet leidde. In station Zehlendorf-West stopten de eerste elektrische S-Bahntreinen in 1933. De Tweede Wereldoorlog overleefde het station ongeschonden.
In 1958 volgde een tweede naamswijziging: voortaan heette het station Lindenthaler Allee. De bouw van de Berlijnse Muur, drie jaar later, zette een neergang voor het station in. De ook in West-Berlijn door de Oost-Duitse spoorwegen (Deutsche Reichsbahn) bedreven S-Bahn werd massaal geboycot. Na een staking van het westelijke S-Bahnpersoneel in 1980 legde de DR grote delen van het S-Bahnnet in het westen van de stad stil; station Lindenthaler Allee sloot zijn deuren.
In 1984 werd de exploitatie van de West-Berlijnse S-Bahn overgenomen door het stadsvervoerbedrijf BVG. Een jaar later hervatte men de dienst op de Wannseebahn en stopten er weer treinen in station Lindenthaler Allee, dat deze naam overigens nog slechts tot 1987 zou dragen. In het genoemde jaar kreeg het station zijn huidige naam Mexikoplatz.

## Toekomst
Minder dan een kilometer ten noorden van station Mexikoplatz ligt het eindpunt van metrolijn U3: station Krumme Lanke. Reeds lang bestaan er plannen de metrolijn via de Argentinische Allee naar de Mexikoplatz te verlengen en zo een gat in het stadsvervoernet te dichten. Het 900 meter lange tracé is opgenomen is het bestemmingsplan, maar zal vanwege de slechte financiële situatie van de stad voorlopig nog niet aangelegd worden. Om de kosten te drukken overweegt men het metrostation Mexikoplatz zonder de gebruikelijke keersporen aan te leggen, aangezien zich achter station Krumme Lanke reeds een wisselcomplex bevindt.